# گرگو لورنچیچ
گرگو لورنچیچ (مجاری: Gergő Lovrencsics؛ زادهٔ ۱ سپتامبر ۱۹۸۸) بازیکن فوتبال اهل مجارستان است.
از باشگاه‌هایی که در آن بازی کرده‌است می‌توان به باشگاه فوتبال لخ پوزنان اشاره کرد.
وی همچنین در تیم ملی فوتبال مجارستان بازی کرده‌است.